# Турбази «Борове»
Турбази «Борове́» (рос. Турбазы «Боровое») — селище у складі Богородського міського округу Московської області, Росія.

## Населення
Населення — 300 осіб (2010; 309 у 2002).
Національний склад (станом на 2002 рік):
- росіяни — 94 %